# Jürg Beeler

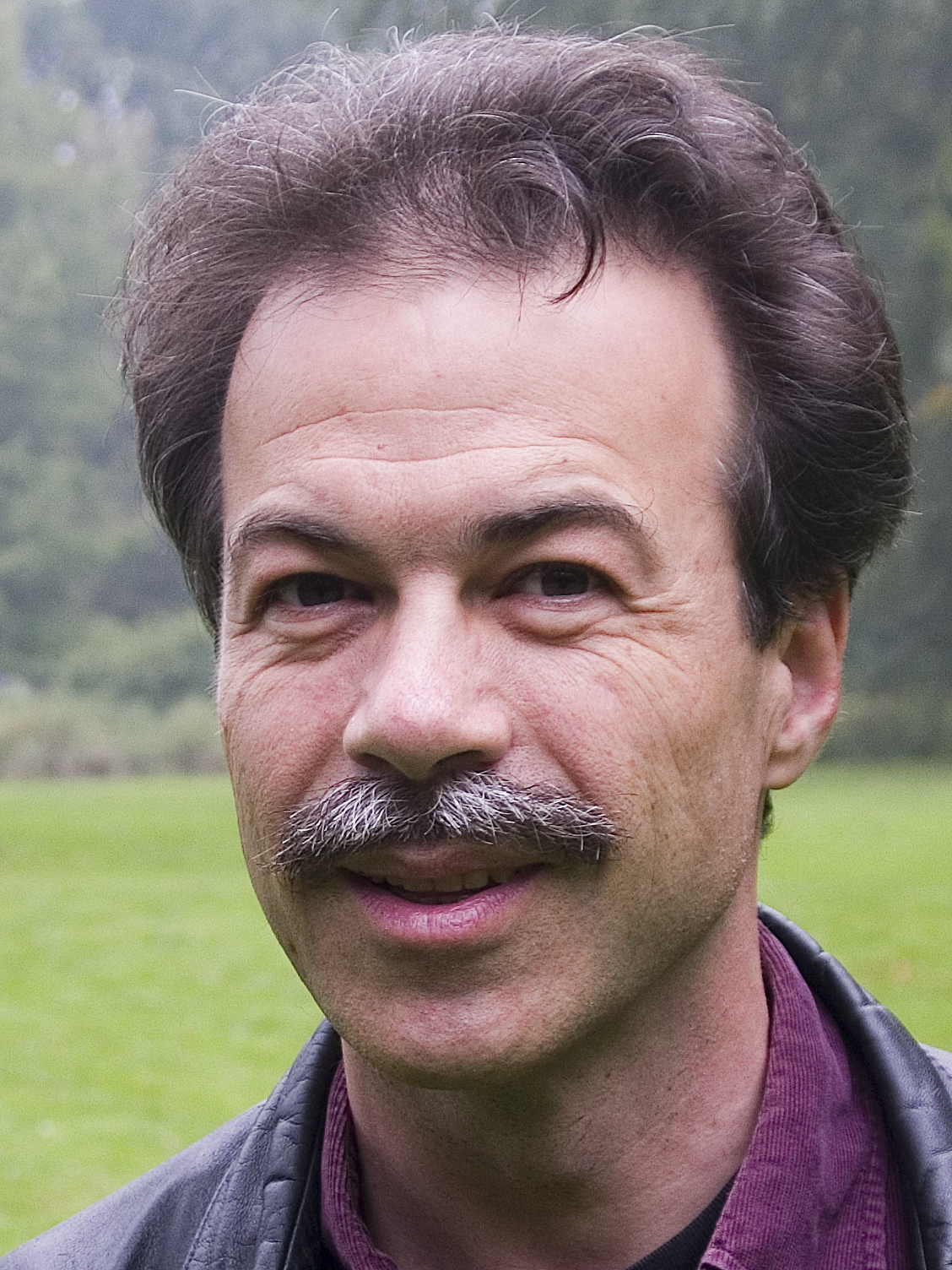
Jürg Beeler (2005)

Jürg Beeler (* 9. Juni 1957 in Zürich) ist ein Schweizer Schriftsteller. 

## Leben
Jürg Beeler studierte Germanistik, Literaturkritik und Komparatistik an den Universitäten Genf, Zürich und Tübingen. Nach seinem Examen arbeitete er als Mittelschullehrer und war als Rezensent sowie als Reise- und Kulturjournalist tätig. Es folgten längere Auslandsaufenthalte. Beeler lebt heute als freier Schriftsteller in Zürich und Bremen.

## Auszeichnungen
- 1987 Erwin-Jaeckle-Preis der Goethe-Stiftung in Basel
- 1987 Werkjahr des Solothurnischen Kuratoriums für Kulturförderung
- 1989 Werkjahr der Pro Helvetia
- 1993 Werkjahr der Stadt Zürich
- 1994 1. Förderpreis beim Lyrikpreis Meran
- 1997 Literaturpreis des Kantons Solothurn
- 1999 Werkjahr Kanton Zürich
- 2000 Werkjahr der Pro Helvetia
- 2002 Preis der Schweizerischen Schillerstiftung
- 2004 Artist in Residence Künstlerhäuser Worpswede
- 2024 Literarische Auszeichnung der Stadt Zürich

## Werke
- Tag, Steinfaust, Maulschelle, Tag. Gedichte. Zürich, 1986 ISBN 3-250-01020-0.
- Blues für Nichtschwimmer. Roman. Innsbruck, 1996, Verlag Haymon, ISBN 3-85218-216-6.
- Das Alphabet der Wolken. Roman. Innsbruck, 1998, Verlag Haymon, ISBN 3-85218-271-9.
- Die Liebe, sagte Stradivari. Roman. Innsbruck, 2002, Verlag Haymon, ISBN 3-85218-381-2.
- Das Gewicht einer Nacht. Roman. Innsbruck, 2004, Verlag Haymon, ISBN 3-85218-457-6.
- Solo für eine Kellnerin. Roman. Innsbruck-Wien, 2008, Verlag Haymon, ISBN 978-3-85218-551-4.
- Der Mann, der Balzacs Romane schrieb. Roman. Dörlemann Verlag, Zürich 2014, ISBN 978-3-03820-005-5.
- In fremden Zimmern. Gedichte. Wolfbach Verlag, Zürich 2017, ISBN 978-3-905910-96-4.
- Die Zartheit der Stühle. Roman. Dörlemann Verlag, Zürich, 2022, ISBN 978-3-03820-105-2.